# Kaoru Mori
Kaoru Mori (森薫?, Mori Kaoru; Tokyo, 18 settembre 1978) è una fumettista giapponese.
È una mangaka specializzata nel genere romantico storico per un pubblico seinen, divenuta famosa con l'opera Emma - Una storia romantica. Le sue tavole sono caratterizzate da disegni molto dettagliati e documentati nell'atteggiamento e nei costumi dei protagonisti, rifiniti nei particolari, mentre le sagome hanno linee morbide e grandi occhi espressivi.
A differenza di altri mangaka molto popolari, Kaoru Mori è conosciuta per fare poche apparizioni pubbliche e la sua timidezza.
È conosciuta anche sotto lo pseudonimo di Fumio Agata (県 文緒?), con cui ha illustrato delle dōjinshi.

## Produzione

### Manga
- Shirley - 1 volume (2003)
- Emma - Una storia romantica - 7 volumi (2002-2006)
- Emma Extra - 3 volumi (2006-2008)
- Shirley Medison (2006-in corso)
- I giorni della sposa (2008-in corso)

### Antologie
- Mori Kaoru Shuuishuu (2012) che contiene i seguenti racconti:
  - Oyashiki e Youkoso Danna-sama!
  - Mieru you ni Natte Koto
  - Burrow Gentlemen's Club
  - Baggy-chan
  - Mukashi Katta Mizugi
  - Claire-san no Nichijou Chahanji
  - Cover Story
  - Maudlin Baker
  - Fellows to Watashi
  - Sumire no Hana (in collaborazione con Satoshi Fukushima)